# Michel Lamy
Pour les articles homonymes, voir Lamy.
 (juillet 2009).
Si vous disposez d'ouvrages ou d'articles de référence ou si vous connaissez des sites web de qualité traitant du thème abordé ici, merci de compléter l'article en donnant les références utiles à sa vérifiabilité et en les liant à la section « Notes et références ».
Michel Lamy, né le 11 mars 1939 à Ruffec, est un biologiste, enseignant-chercheur à l’Université de Bordeaux spécialiste des insectes.

## Biographie
Michel Lamy a fait ses études secondaires au lycée d’Angoulême, puis ses études supérieures à la faculté des Sciences de Bordeaux où il est successivement, moniteur, assistant, maître-assistant, maître de conférences puis professeur des universités. Il a enseigné la biologie et l'écologie à l'université de Bordeaux I de 1960 à 2000, et en a été également le vice-président de 1987 à 1995.
Retraité depuis octobre 2000 à Saint-Georges-de-Didonne (Charente-Maritime) et  professeur honoraire des universités, il se consacre à la vulgarisation scientifique et à la rédaction d'ouvrages autobiographiques. Il est l’auteur de vingt ouvrages à destination des étudiants, des enseignants et du grand public, dont Le grand Livre du vivant (Fayard 2001) qui a reçu le prix Royan-Atlantique 2002 et La photosynthèse du chat ou l’écologie expliquée à ma fille (Le Pommier, 2004) pour lequel il a reçu le Prix des éditions de la nature du parc naturel du Queyras, 2004. Dans Passeurs de Sciences (Sang de la Terre, 2009) il retrace son activité de vulgarisateur et ses rencontres avec d'autres passeurs de sciences : Hubert Reeves, Albert Jacquard, Axel Kahn, Boris Cyrulnik, Michel Serres, etc. Ils ont créé l'écologie politique (Sang de la Terre, 2014), est consacré à la gouvernance écologique de la France de 1971 à nos jours et à l'évolution du mouvement écologique français pendant la même période.
Il est membre fondateur de la Société internationale d’écologie humaine dont il a été le président (1980-1982). Membre du Comité départemental de l’environnement de la Gironde, dès sa création en 1991, il en fut le président (1999-2000)[réf. nécessaire].
Michel Lamy est commandeur des Palmes académiques[réf. souhaitée] (février 2001).

## Publications
- Les enveloppes écologiques de l'Homme, Presses Universitaires de Bordeaux, 1993
- L'eau de la nature et des hommes, Presses Universitaires de Bordeaux, 1995
- La biosphère, Éditions Flammarion, 1996, coll. « Dominos » (épuisé)
- Les insectes et les hommes, éditions Albin Michel, 1997, coll. « Sciences d'aujourd'hui »
- La diversité du vivant, édition Le Pommier-Fayard, 1999
- La biosphère, la biodiversité et L'homme, éditions Ellipses, 1999
- Le grand livre du vivant. De la molécule à la biosphère, éditions Fayard, 2001Prix Royan-Atlantique 2002
- Introduction à l'écologie humaine, éditions Ellipses, 2001
- Algues, lapins, termites...quelles espèces nous menacent ?, éditions Le Pommier, 2002Prix La Plume d’or 2002 pour la collection
- L'intelligence de la nature, éditions du Rocher, 19902e édition : 2002
- L'écologie dans tous ses états, éditions Ellipses, 2002
- La photosynthèse du chat ou l'écologie expliquée à ma fille, éditions Le Pommier, 2004, 238 p.Prix des éditions de la Nature, Parc naturel régional du Queyras, 2004
- L'université des professeurs : L'immobilisme en mouvement, éditions Punctum, 2005, 303 p.
- Ma bicyclette verte : Vous allez aimer la bicyclette, éditions Sang de la Terre, 2007, 223 p.
- Passeurs de sciences, éditions Sang de la Terre, 2009, 446 p.
- Réussir sa retraite en pays royannais, éditions Bonne Anse, 2010
- Au nom de l'écologie et du développement durable, éditions Sang de la Terre, 2010, 288 p.
- Sur les traces de Darwin, éditions Sang de la Terre, 2011, 156 p.  (ISBN 978-2-8698-5266-2)
- La science en question, éditions Sang de la Terre, 2013, 420 p.  (ISBN 978-2-8698-5283-9)
- Ils ont créé l'écologie politique, éditions Sang de la Terre, 2014, 286 p.  (ISBN 978-2-8698-5300-3)